# Luis Francisco Cucarella Mas
Luis Francisco Cucarella Mas (Simat de la Valldigna, 24 de març de 1968), més conegut com a Loripet o Loripi, va ser un pilotari valencià, rest en la modalitat de raspall. Va començar a jugar professionalment als catorze anys, i va estar en actiu fins a la seua retirada en 2011, destacant com a primera figura del raspall.